# Bandera de Vanuatu
La bandera nacional de Vanuatu fue adoptada el 18 de febrero de 1980. Está basada en los colores de la bandera del Vanua'aku Pati (rojo, verde, amarillo y negro). Una comisión parlamentaria optó por el diseño final sobre la base de presentaciones de artistas locales.
El verde representa la riqueza de las islas, el rojo es el símbolo de la sangre de los hombres y de los jabalíes, y el negro de los habitantes originales de Vanuatu. El primer ministro del país solicitó la inclusión de franjas amarillas para hacer que el negro resalte. El amarillo con forma de Y representa la luz del Evangelio pasa a través del patrón de las islas en el Océano Pacífico (aproximadamente el 90% de la población de Vanuatu es cristiana).
El emblema en el negro es el colmillo de un jabalí -el símbolo de la prosperidad que se lleva como colgante en las islas-, junto con dos hojas de un helecho local llamado namele. Las hojas se supone que son una muestra de paz, y sus 39 frondas representan los 39 miembros de la Asamblea Legislativa de Vanuatu.

## Construcción
El gobierno no publica una hoja de especificaciones formal en su sitio web. La hoja de construcción que se muestra a continuación se basa en las medidas de la imagen oficial de la bandera en escala 2:3 que aparece en la «Declaración pública de la bandera y los escudos de armas del Estado» con fecha del 18 de marzo de 1980.

## Otras banderas

Bandera de la Fuerza de Policía de Vanuatu
Bandera de la Fuerza Móvil de Vanuatu

## Banderas históricas

Bandera de la Junta de la Comisión Naval Anglo-Francesa (1889-1906)[2]
Bandera de las Nuevas Hébridas británicas (1906-1953)
Bandera del comisionado residente de las Nuevas Hébridas británicas (1906-1953)[2]
Bandera de las Nuevas Hébridas (1953-1980)[2]
Bandera del comisionado residente de las Nuevas Hébridas británicas (1953-1980)[2]
Bandera de Francia (1906-1940; 1945-1980)[3]
Bandera durante la administración de la Francia Libre (1940-1945)[2]
Bandera usada para representar a las Nuevas Hébridas en los Juegos del Pacífico Sur 1963[2]
Bandera usada para representar a las Nuevas Hébridas en los Juegos del Pacífico Sur 1966 y 1971[4]
Versión en azul oscuro atestiguada durante los Juegos del Pacífico Sur 1966[4]
Bandera de la República de Vemerana (1980)
Bandera del Gobierno popular provisional de Vanuatu dirigido por el Vanua'aku Pati

## Banderas subnacionales

Bandera de la Provincia de Malampa
Bandera de la Provincia de Penama[5]
Bandera de la Provincia de Sanma
Bandera de la Provincia de Shefa[6]
Bandera de la Provincia de Tafea
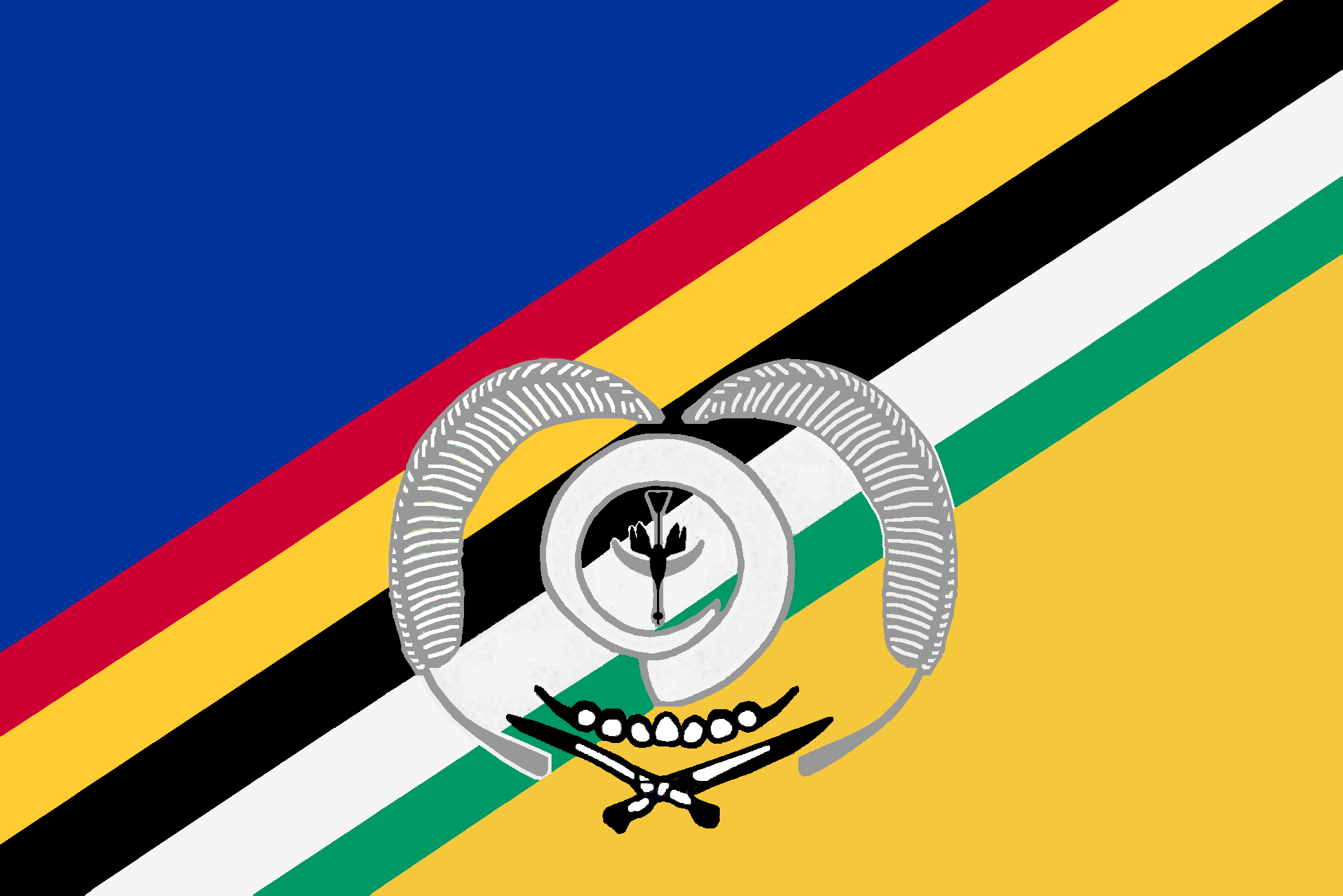
Bandera de la Provincia de Torba
Bandera secesionista reconstruida de la Nación Tafea[8]
Bandera de la isla de Tanna, en la Provincia de Tafea, y de su movimiento secesionista[9]